# Chapelle du Pinel
La chapelle Sainte-Eudoxie ou chapelle du Pinel est un lieu de culte situé au Pinel, lieu-dit de la commune d'Argentré-du-Plessis, dans le département d’Ille-et-Vilaine et la région Bretagne.

## Localisation
Elle se trouve à l'est du département et au sud du territoire de la commune Argentré-du-Plessis, au nord du bourg de Saint-Germain-du-Pinel et du bois du Pinel.

## Historique
La chapelle date du XVe siècle.
Elle est inscrite au titre des monuments historiques depuis le 26 mai 1939,.

## Architecture

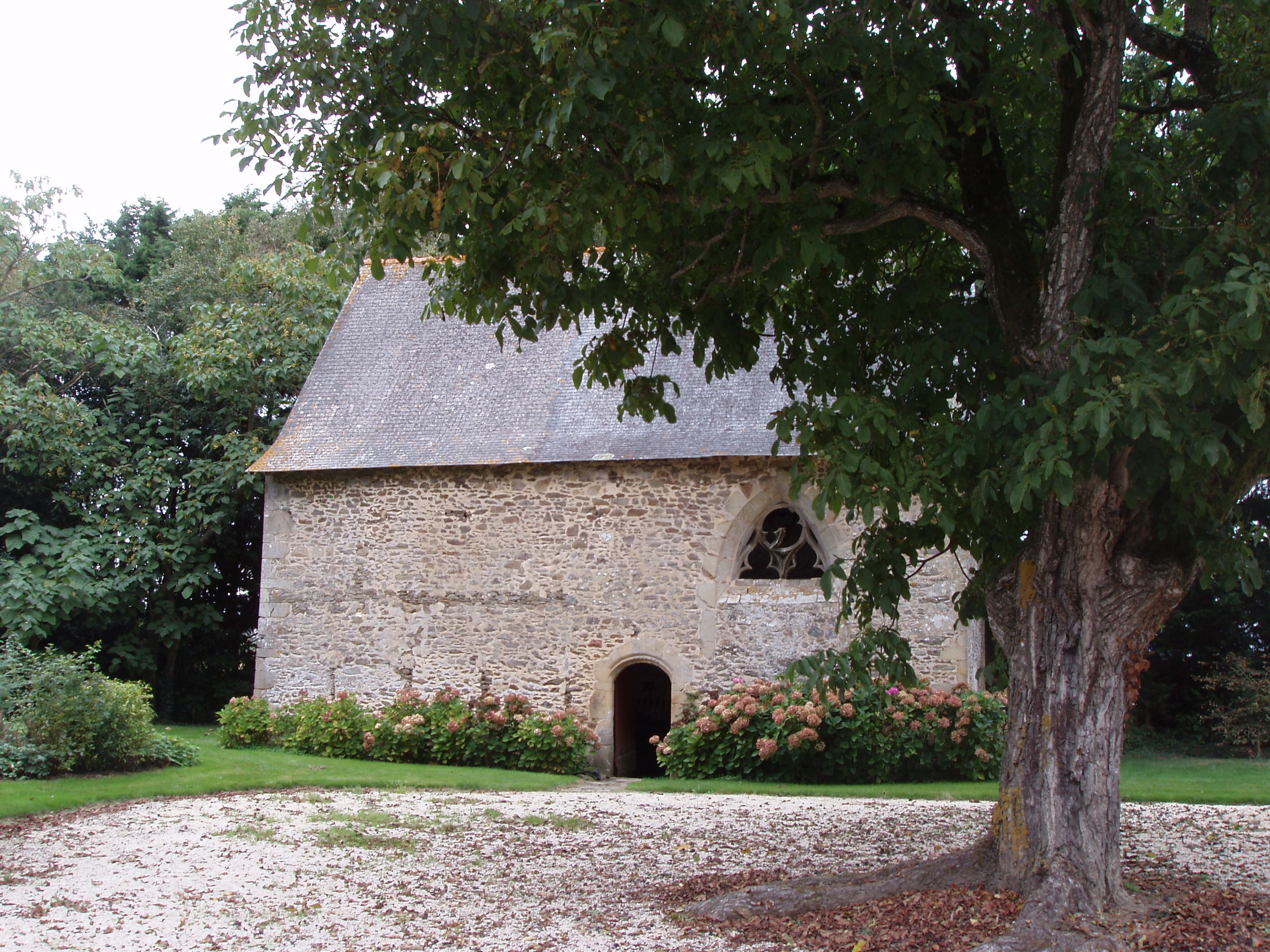
Façade sud.

La chapelle est bâtie en grès et en schiste. Avec des moulures et fenêtres caractéristiques de l'art breton du XVe siècle, dans le style gothique flamboyant.